# Pepe the Frog
Pepe the Frog è un meme di Internet: si tratta di una rana antropomorfa verde con un corpo umanoide. Le origini del personaggio risalgono al fumetto Boy's Club, scritto dallo statunitense Matt Furie nel 2005.

## Storia
Pepe the Frog è un personaggio dei fumetti creato dal fumettista statunitense Matt Furie. Introdotto nel 2005 nel fumetto Boys Club, Pepe è un rana antropomorfa che divenne uno dei meme più riconoscibili e controversi della cultura di internet.

### Origini
Pepe the frog apparve per la prima volta nel fumetto Boys Club, autoprodotto da Matt Furie, dove era uno dei protagonisti principali. Il personaggio divenne noto per l'espressione facciale caratteristica e la frase "feels good man", usata per rappresentare una sensazione di relax e soddisfazione. Il fumetto, pubblicato in modo indipendente, si concentrava su tematiche leggere e quotidiane, e inizialmente non era destinato ad avere un impatto significativo sulla cultura popolare.

### Diffusione come Meme
Nel 2008, l'immagine di Pepe cominciò a essere utilizzata su 4chan, una piattaforma di discussione online, dove gli utenti crearono varianti del personaggio. Le sue espressioni facciali vennero adattate a diverse emozioni e situazioni, portando alla nascita di vari "meme" come "feels bad man" (Pepe triste) e "sad frog" (Pepe sconsolato). L'immagine di Pepe si diffuse rapidamente e divenne una delle figure simbolo della cultura di internet, rappresentando un'ampia gamma di emozioni e situazioni quotidiane.

### Associazione con l'Alt-right
Nel 2015, Pepe fu associato al movimento alt-right, un insieme di gruppi di destra estremista. Alcuni utenti di questi gruppi iniziarono a utilizzare l'immagine di Pepe in contesti di odio, razzismo, xenofobia e antisemitarismo. Nel 2016, la Anti-Defamation League (ADL) inserì Pepe nella sua lista di simboli di odio, sottolineando l'appropriazione del personaggio da parte di gruppi estremisti. Questo segnò un punto di rottura nella percezione di Pepe, che da simbolo di innocenza era diventato un emblema controverso.

### La Reazione di Matt Furie
Matt Furie, il creatore di Pepe, reagì negativamente all'appropriazione del suo personaggio da parte di gruppi di odio. Furie cercò di riprendersi il controllo dell'immagine, lanciando nel 2017 la campagna #SavePepe (Salva Pepe) per distogliere il personaggio dalle connotazioni politiche negative. Il fumettista cercò di far rinascere l'immagine di Pepe come simbolo di gioia e spensieratezza, come nelle sue prime apparizioni.

### Eredità
Nonostante gli sforzi di Furie, la figura di Pepe rimase associata a una varietà di significati, sia positivi che negativi. Nel corso degli anni, il personaggio è diventato un simbolo iconico della cultura di internet, utilizzato per esprimere un ampio spettro di emozioni, ma anche per fare satira su eventi politici e sociali. La storia di Pepe rappresenta l'evoluzione di un meme da simbolo innocente a emblema controverso, riflettendo il potere e la volatilità delle immagini nell'era digitale.

## Significato ed utilizzo

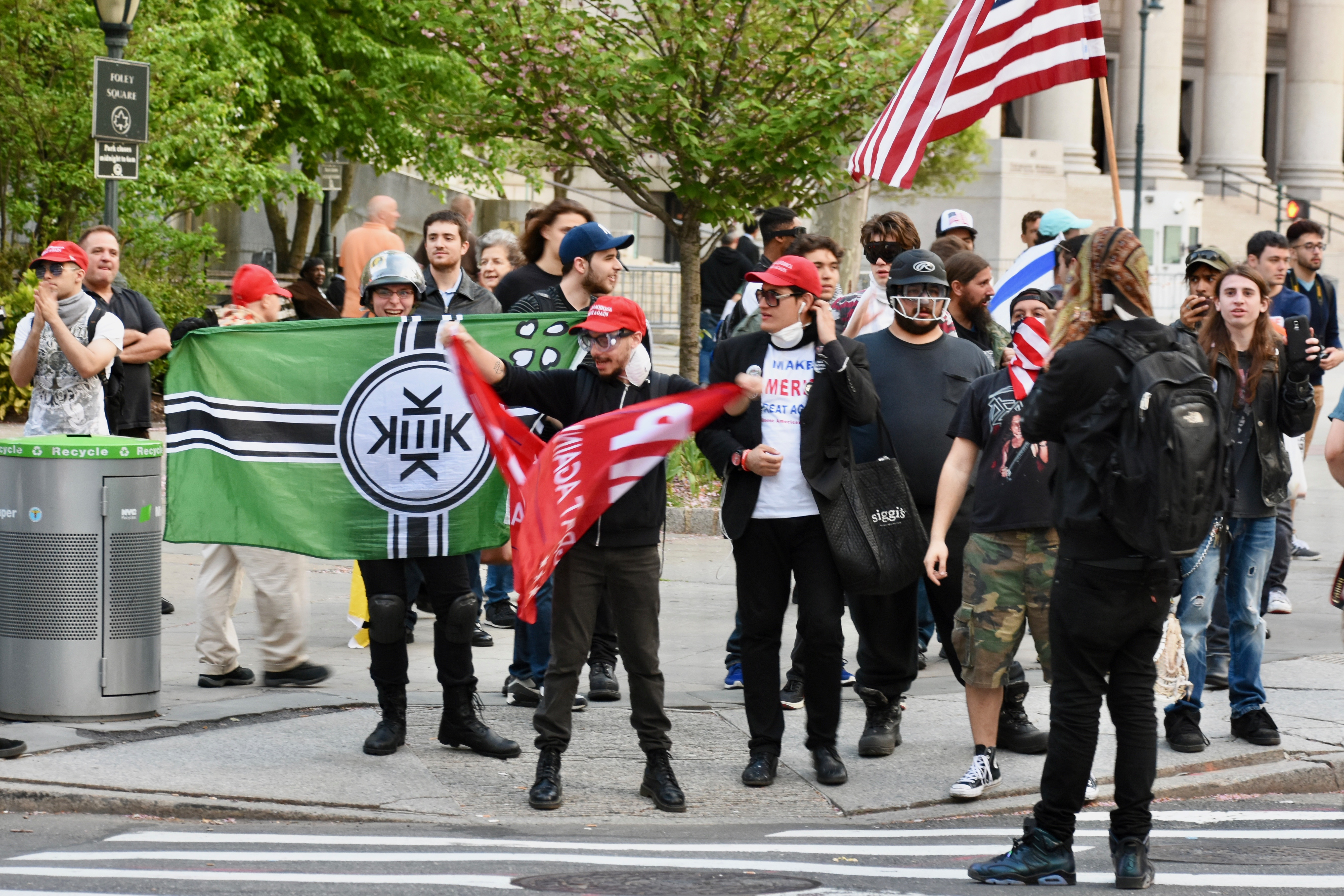
Bandiera del Kekistan sventolata da alcuni sostenitori di Trump

Pepe viene usato spesso per indicare emozioni, come il meme di angry Pepe, sad Pepe e happy Pepe. Pepe the Frog, contro la volontà del creatore, è diventato dal 2016 anche un meme utilizzato dal movimento di estrema destra alt-right. L'Anti-Defamation League ha inserito Pepe the Frog, se usato in contesti antisemiti o razzisti (ad esempio con le fattezze di Hitler) o politici controversi (Donald Trump nelle vesti della rana) nella lista dei simboli d'odio, finendo per essere bandito anche da alcune pagine Facebook.
Nel 2019 Pepe the Frog è stato utilizzato nelle proteste di Hong Kong contro l'atto di estradizione.
Nel 2024 una versione “distorta” di Pepe the Frog è utilizzata da una criptovaluta memecoin chiamata APU Apustaja, che è stata sponsorizzata da varie squadre sportive, tra cui Matchroom Boxing, Team Pramac per la MotoGP e Udinese Calcio per la stagione 2024-2025 di Serie A. Nel 2025, una nuova figura ispirata a Pepe the Frog ha guadagnato popolarità nel mondo delle criptovalute: Pleb, la mascotte della memecoin Pleb sulla blockchain di Solana. Pur non essendo direttamente collegato a Pepe, Pleb condivide alcune caratteristiche visive, come il colore verde e l'aspetto da rana antropomorfa, ma si distingue per il suo sguardo ingenuo e confuso. Pleb rappresenta simbolicamente gli investitori più piccoli e sfortunati nel mercato delle criptovalute, spesso vittime di rug pull e decisioni impulsive, incarnando lo spirito dei trader degen.

## Nella cultura di massa

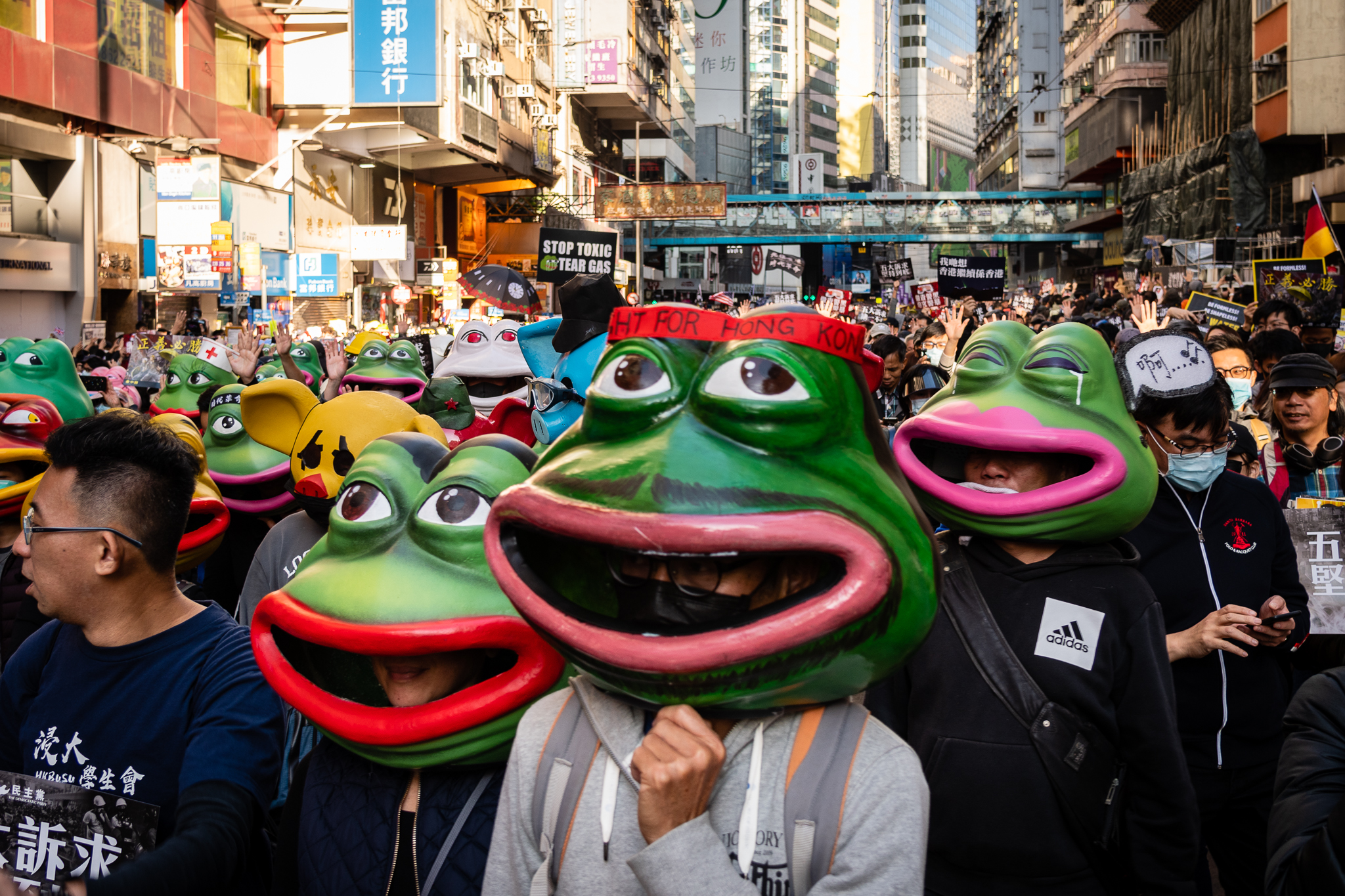
Maschera di Pepe the Frog utilizzata dai manifestanti durante le proteste di Hong Kong del 2019

Nel 2020 è stato prodotto un documentario intitolato Feels Good Man, che racconta delle origini del personaggio e di come è diventato un simbolo dell'alt-right statunitense.